# Valverde (Spanje)
Valverde is een gemeente in de Spaanse provincie Santa Cruz de Tenerife in de regio Canarische Eilanden met een oppervlakte van 104 km². Valverde telt 4.885 inwoners (1 januari 2016) en is de hoofdstad van het eiland El Hierro.

## Demografische ontwikkeling
Bron: INE, 1857-2011: volkstellingen
Opm.: In 1920 werd Frontera een zelfstandige gemeente
El Pinar de El Hierro · La Frontera · Valverde